# Disa introrsa
Disa introrsa är en orkidéart som beskrevs av Kurzweil, Liltved och Hans Peter Linder. Disa introrsa ingår i släktet Disa och familjen orkidéer. Inga underarter finns listade i Catalogue of Life.